# William le Palmer
William le Palmer foi um membro do parlamento inglês.
Ele foi um membro (MP) do Parlamento da Inglaterra por Leicester em 1307 e 1314.